# Töckelhauser Bach
Das Naturschutzgebiet Töckelhauser Bach liegt auf dem Gebiet der kreisfreien Stadt Remscheid in Nordrhein-Westfalen – südöstlich der Kernstadt von Remscheid im direkten Einlaufbereich der Eschbaches in die Eschbachtalsperre.

## Bedeutung
Das Naturschutzgebiet Töckelhauser Bach unterliegt seit dem 8. April 2002 dem Veränderungsverbot. Mit 2,15 ha ist es das kleinste Remscheider Naturschutzgebiet. An seiner westlichen Grenze reicht das auf Remscheider Gebiet mit der Nummer RS-018 bezeichnete Naturschutzgebiet bis in die Einmündung des Eschbaches in die Eschbachtalsperre. Nach Osten erstreckt es sich noch bis zum Bachtal der Kückesbeeke – südlich der Hofschaft Buchholzen. Der überwiegende Teil – 10,82 ha – des Töckelhausener Bachtales liegt auf Wermelskirchener Gebiet im benachbarten Rheinisch-Bergischen-Kreis und wird im dortigen Landschaftsplan „Eifgenbachtal“ als Naturschutzgebiet Töckelhausener Bachtal unter der Nummer GL-043 ausgewiesen.
Besonders schützenswert ist das Naturschutzgebiet insbesondere wegen seiner Quellen, Quellbäche und dem naturnahen Quellteich des Töckelhauser Baches bei Oberstraße. Folgende gefährdete Lebensräume sind hier zu finden:
Feucht- und Nasswiesen und deren Brachen,
Erlenwälder,
Bachröhrichte und Zwergbinsenflure.
Das Naturschutzgebiet ist insbesondere als Lebens-, Rückzugs-, Regenerations- und Ruheraum für altbaumbewohnende und höhlenbrütende Vogelarten von Bedeutung. Seine besondere Eigenart und Schönheit, die Sicherung der Funktionsfähigkeit des Naturhaushalts und die Bedeutung im Biotopverbund sind weitere Gründe für die Unterschutzstellung der Wald- und Bachökosysteme als „Naturschutzgebiet Töckelhauser Bach“.

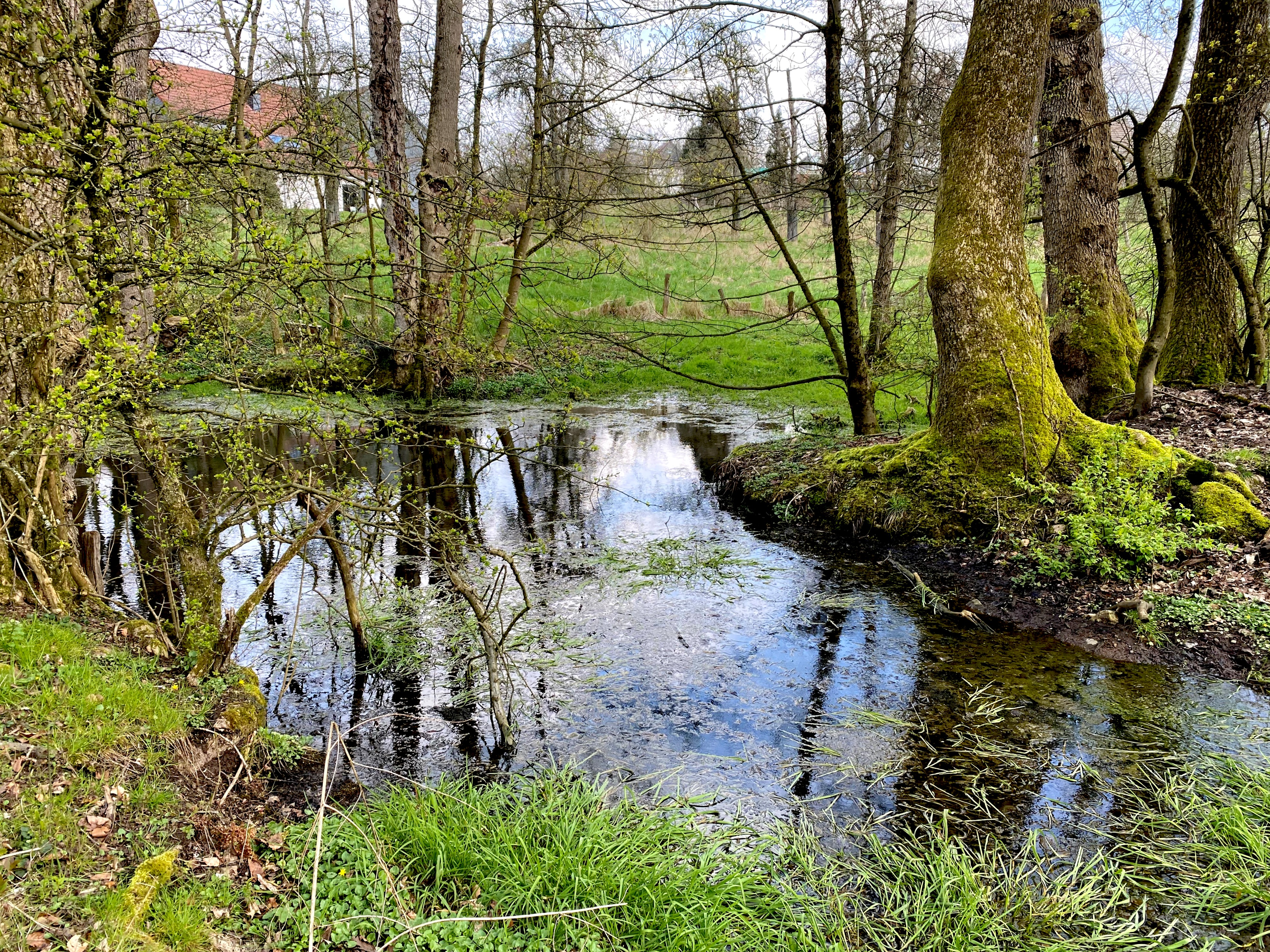
Quellteich Bergisch Born Oberstraße
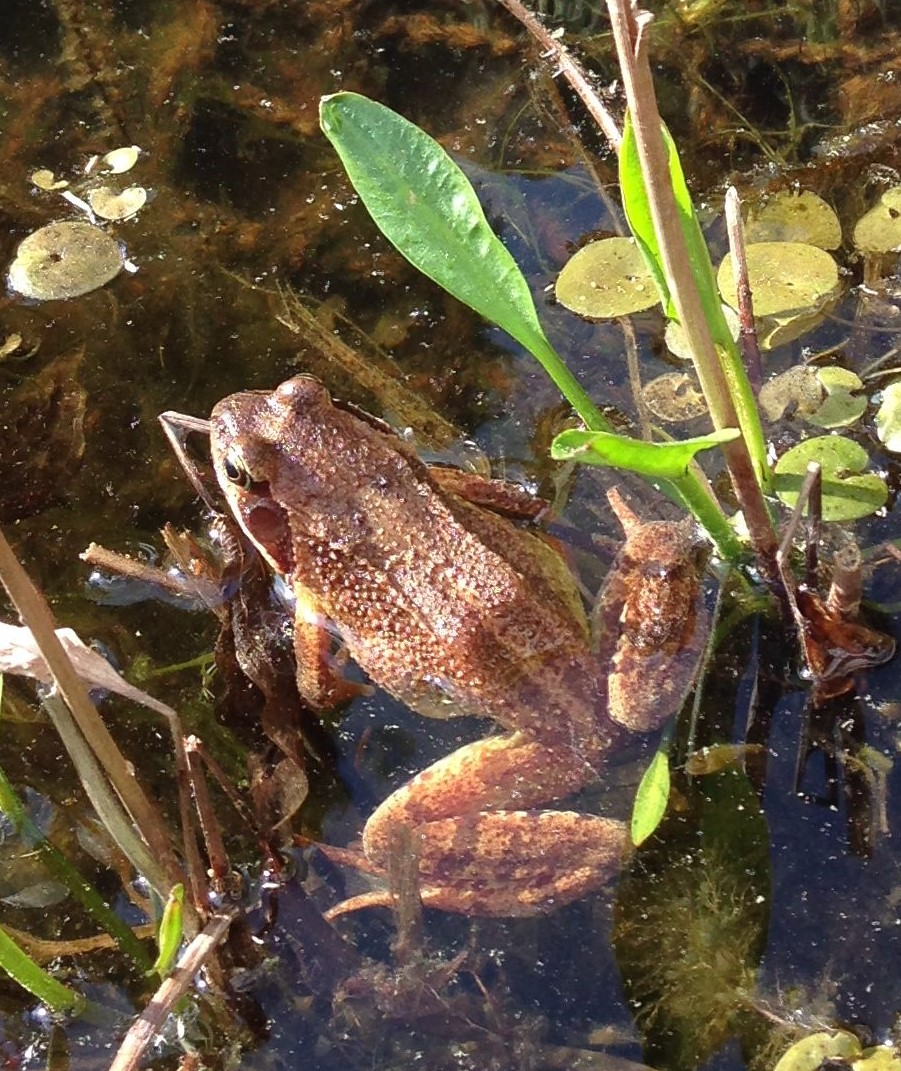
Grasfrosch (Rana temporaria)
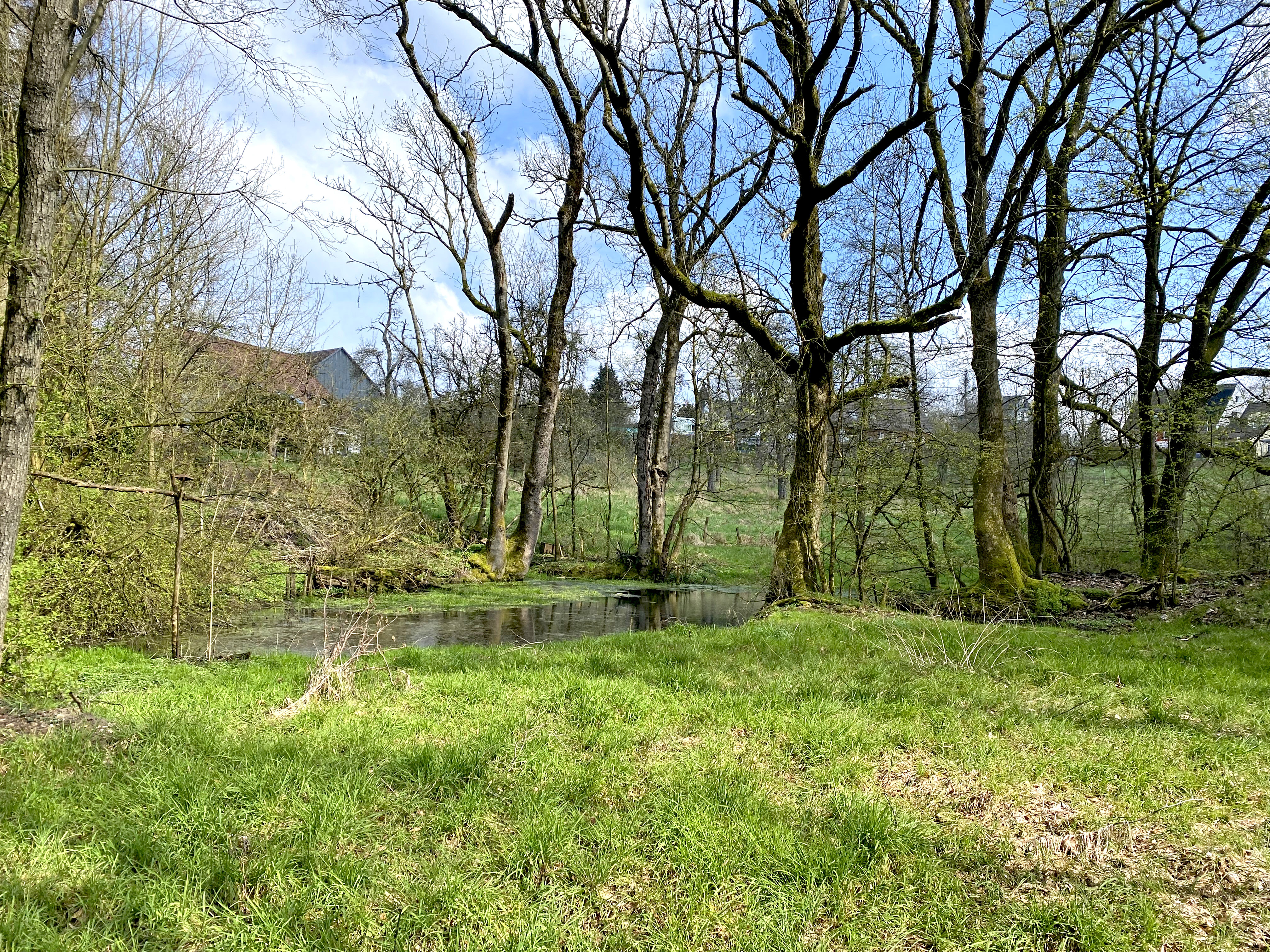
Quellteich Bergisch Born Oberstraße
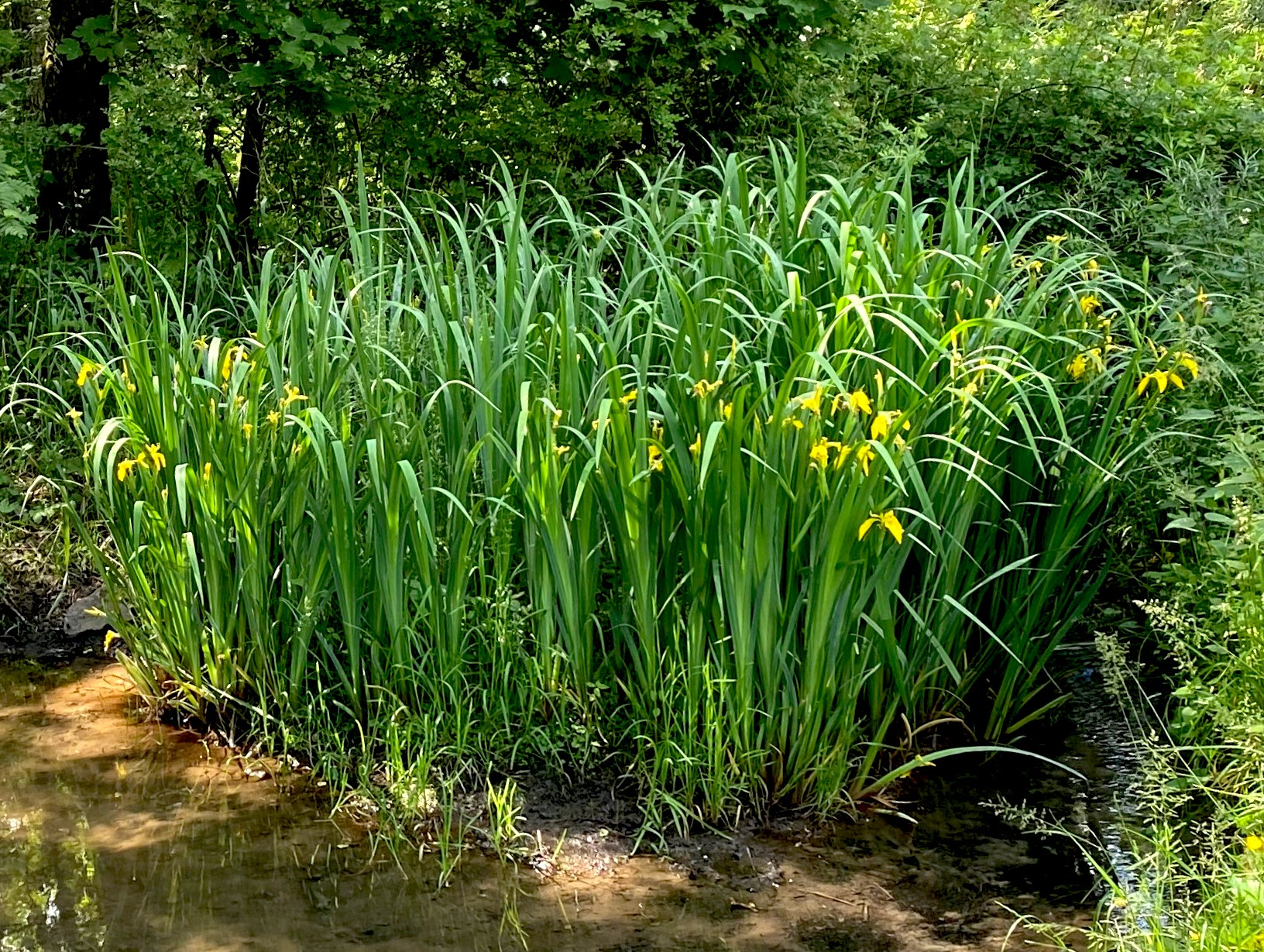
Gelbe Schwertlilie (Iris pseudacorus)
Sumpf-Veilchen (Viola palustris)
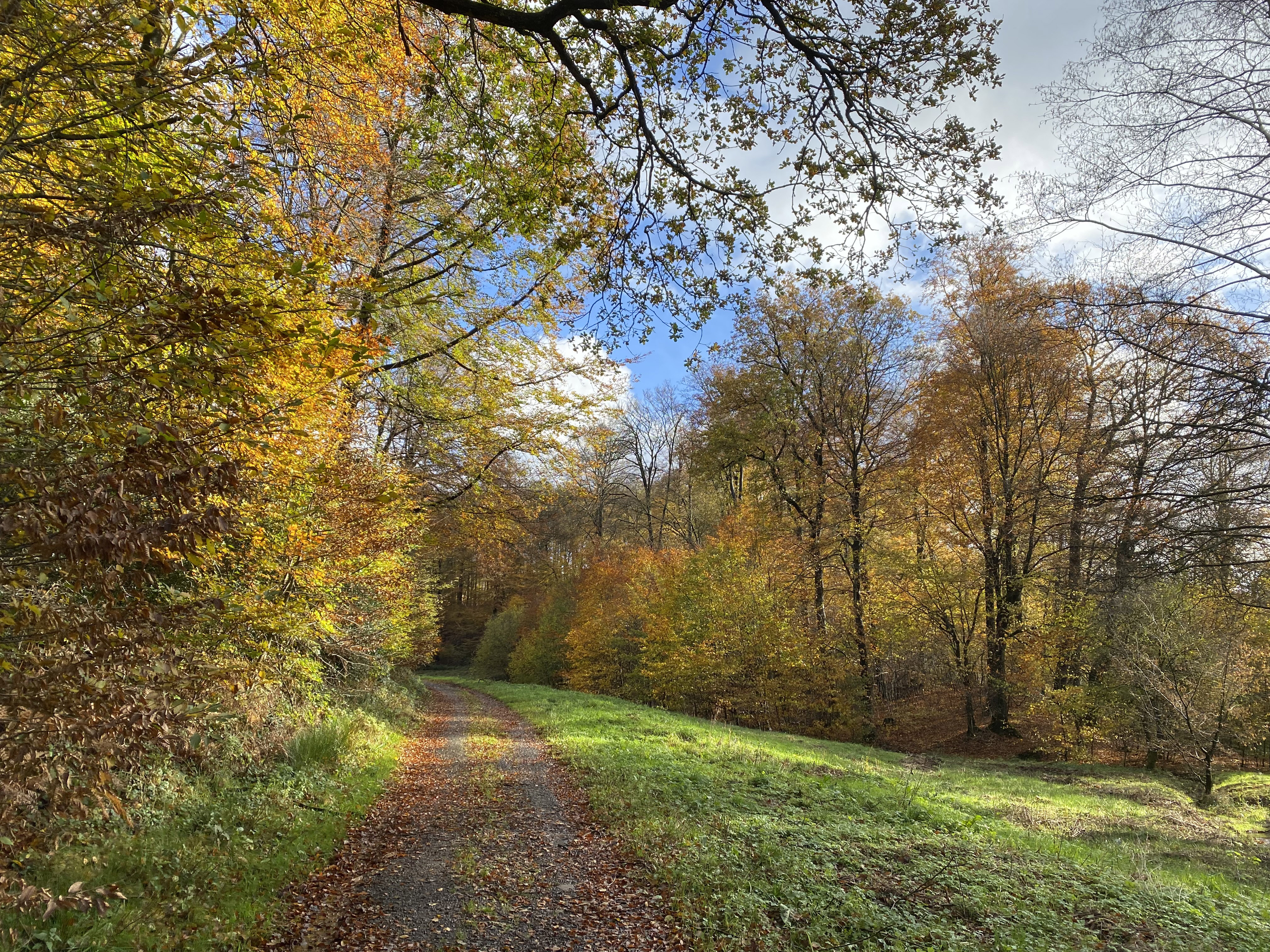
Bachtal der Kückesbeeke
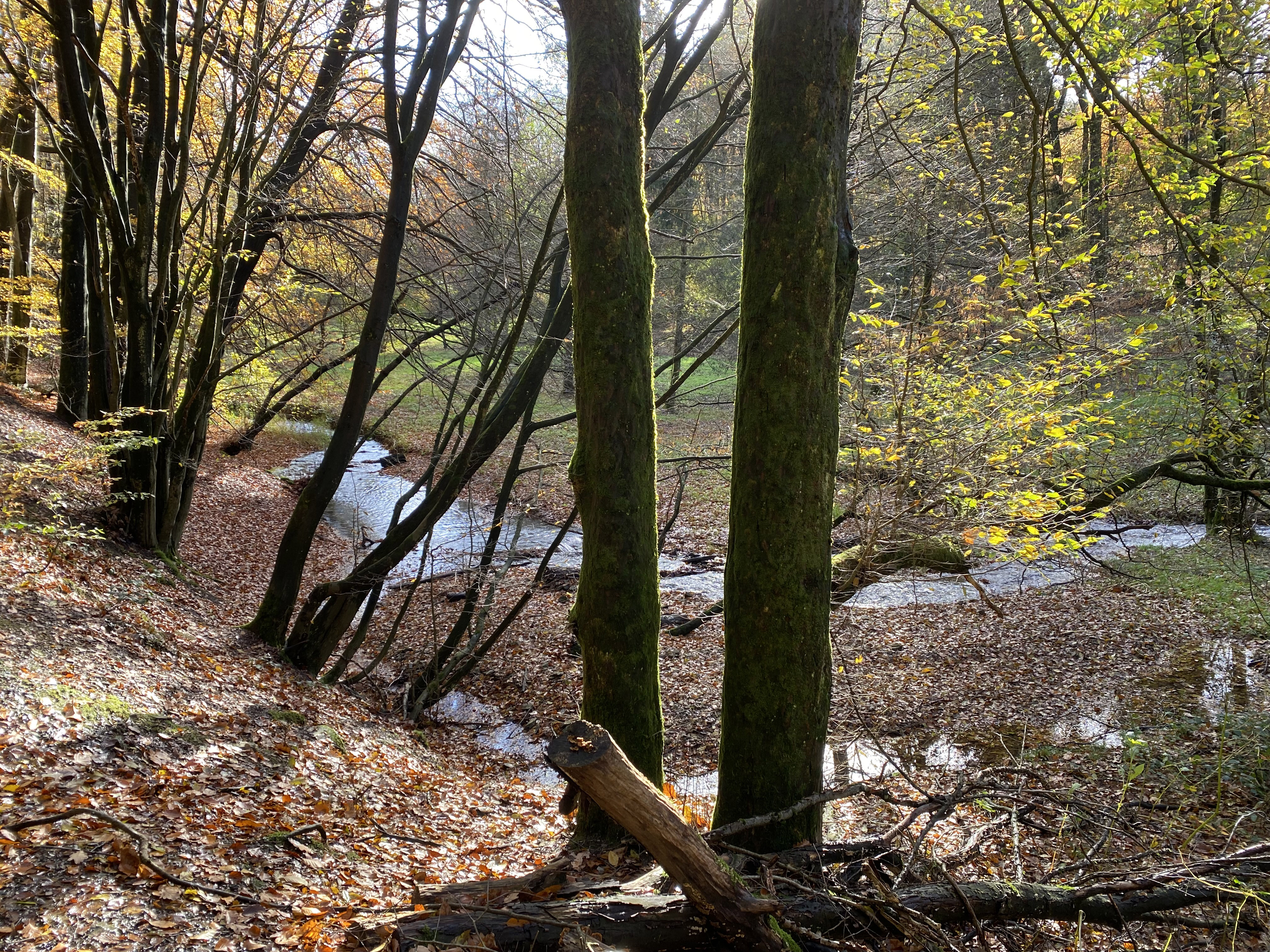
Naturnaher Verlauf des Eschbaches
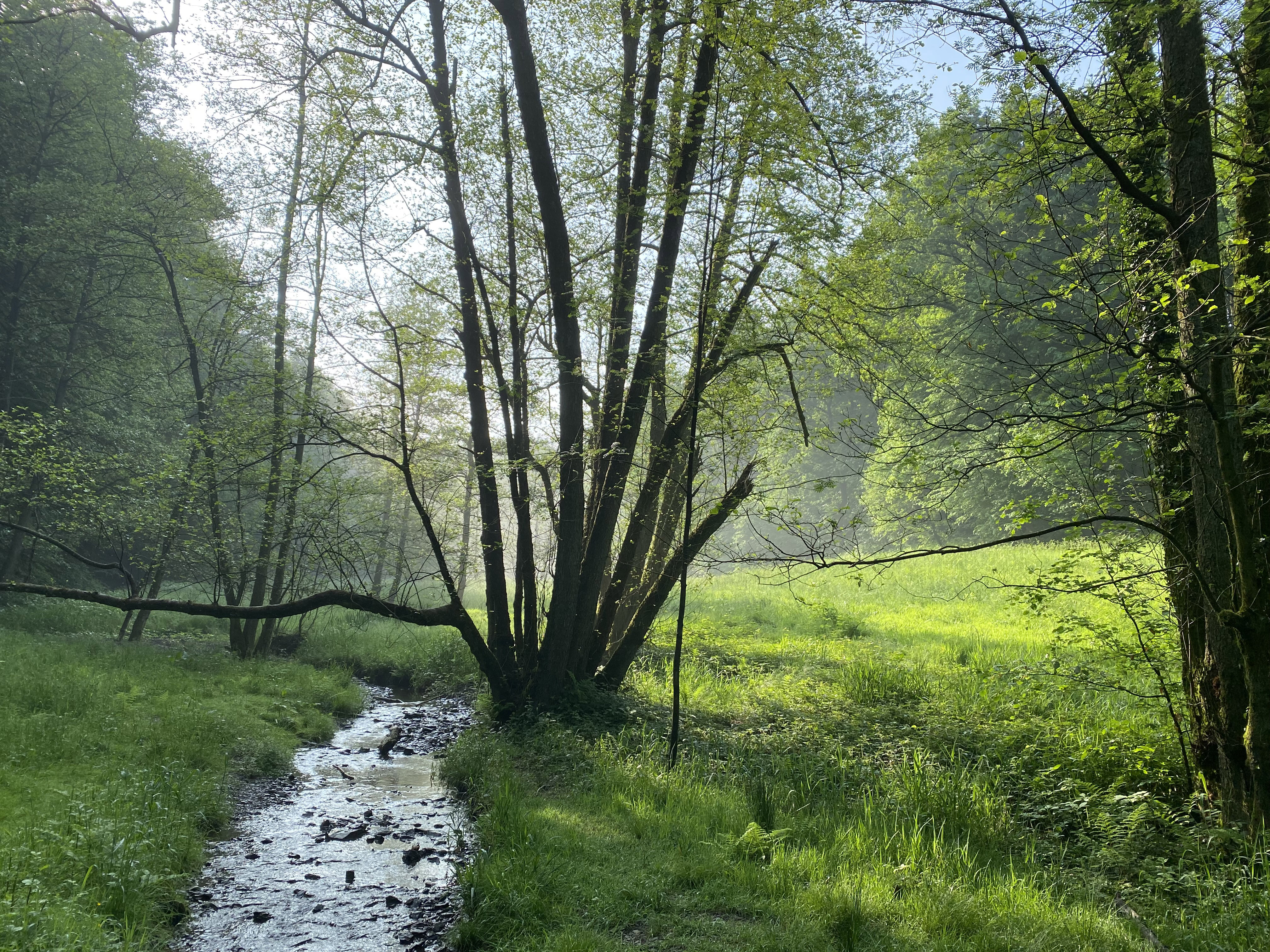
Eschbach vor dem Einlauf zur Talsperre